# Лемерсье, Валери
Валери Лемерсье (фр. Valérie Lemercier; 9 марта 1964, Дьеп, Франция) — французская актриса, кинорежиссёр и певица.

## Биография
Валери Лемерсье родилась в городе Дьеп (на севере Франции) в семье фермеров. Музыкальное и актёрское образование получила в консерватории Руана, а затем переехала в Париж. Кинодебют Валери состоялся в 1990 году, когда она снялась в фильме Луи Маля «Милу в мае». Через три года Лемерсье получает свою первую премию «Сезар» за роль «дамы Беатрисы» в комедии «Пришельцы».
В 1996 году Валери Лемерсье выпустила свой первый музыкальный альбом и впоследствии записала три сингла с другими певцами.
В конце девяностых Валери пробует себя в новом амплуа, написав сценарии для нескольких фильмов. За главную роль в картине «Королевский дворец», снятой Валери по собственному сценарию, она была номинирована на «Сезар», но неудачно; однако лента «Места в партере» принесла ей премию уже в следующем году.
Помимо кино Валери Лемерсье выступает с моноспектаклями в театрах Парижа — театр Пале-Рояль (1989-90), Фоли-Бержер (2000-01), театр Palace (2008).

## Фильмография

### Актриса
- 1988 — Гостиница / Palace (ТВ) — леди Палас
- 1990 — Милу в мае / Milou en mai — мадам Бутелло
- 1991 — Операция «Тушёнка» / L’Opération Corned-Beef — Мари-Лоранс ГраньянскиВалери Лемерсье на Каннском кинофестивале (2008).

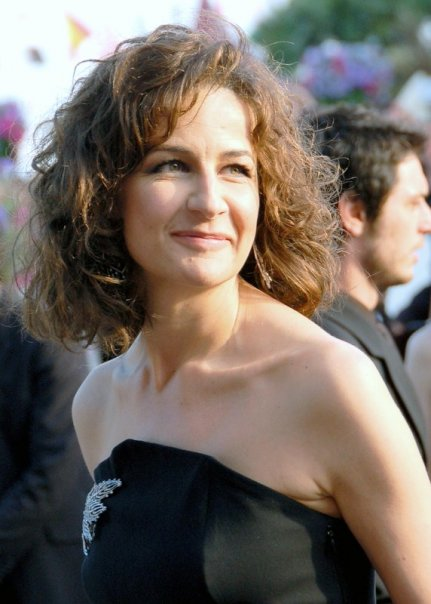
Валери Лемерсье на Каннском кинофестивале (2008).

- 1992 — Парад идиотов / Le Bal des casse-pieds
- 1992 — Слабый пол / Sexes faibles!
- 1993 — Пришельцы / Les Visiteurs — Френегонда де Пуй / Беатрис Гуляр де Монмирай
- 1994 — Город страха / La Cité de la peur
- 1994 — Голубая каска / Casque bleu
- 1995 — Сабрина / Sabrina — Мартин
- 1997 — Кадриль / Quadrille — Полет Нантей
- 1999 — Задница / Le Derrière —  Фредерик
- 2002 — Пятница, вечер / Vendredi soir — Лора
- 2004 — Миллион лет до нашей эры / RRRrrrr!!! — преподавательница в школе швей-гитаристок
- 2004 — Глюк / Narco
- 2005 — Королевский дворец! / Palais Royal ! — принцесса Армель
- 2006 — Места в партере / Fauteuils d’orchestre — Катрин Версен
- 2006 — Герой семьи / Le Héros de la famille — Памела
- 2007 — Гость / L’Invité — Колетт
- 2008 — Высокий музей, низкий музей / Musée haut, musée bas — Валери
- 2008 — Агата Клери / Agathe Cléry — Агата Клери
- 2009 — Нёйи, её мать! / Neuilly sa mère ! — Бриджит, мать Карла
- 2009 — Маленький Николя / Le Petit Nicolas — мама Николя
- 2011 — Монте-Карло / Monte Carlo — мадам Валери
- 2011 — Добро пожаловать на борт / Bienvenue à bord — ИзабельВалери Лемерсье (в центре) на премьере фильма «Маленький Николя».

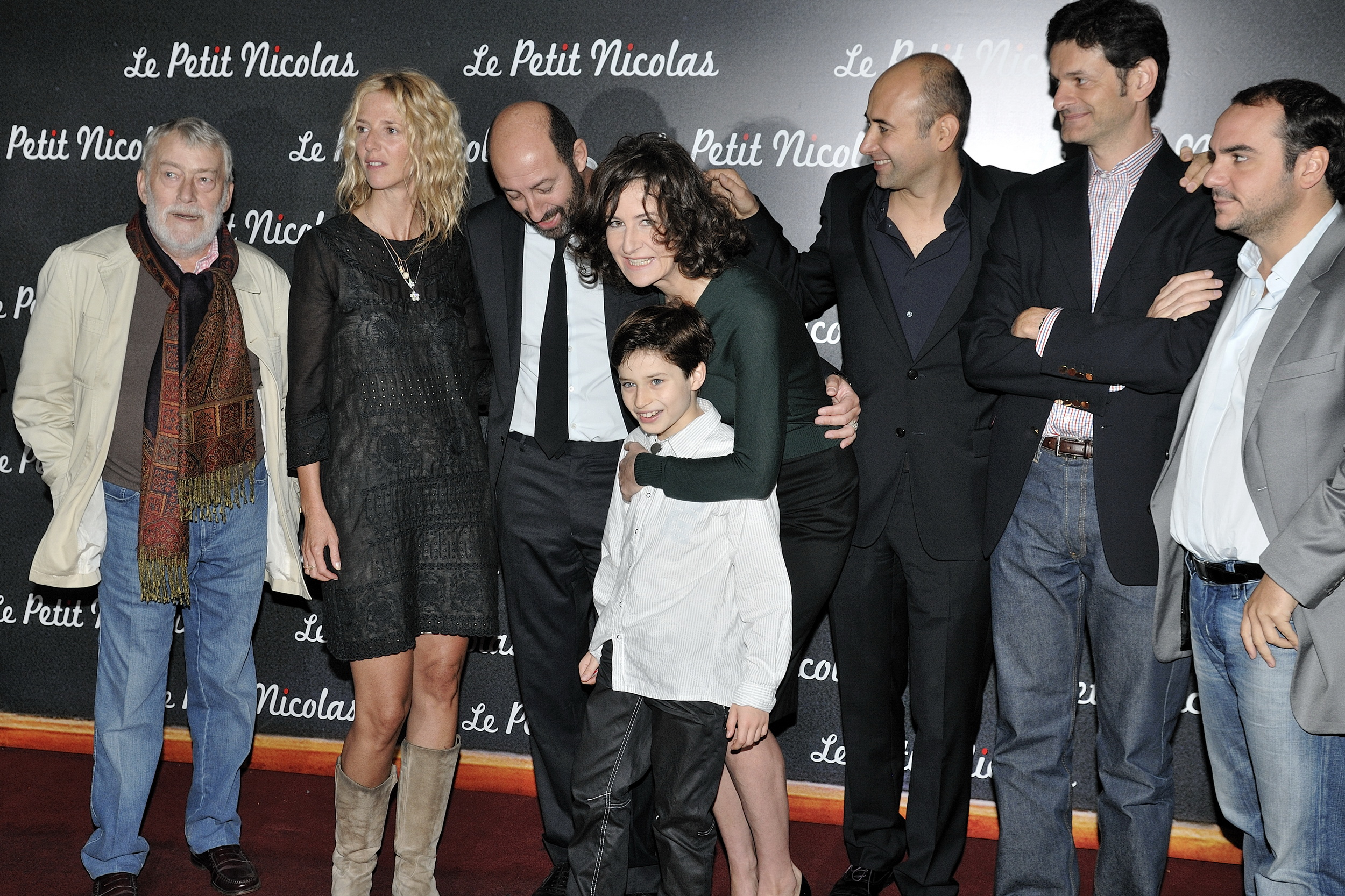
Валери Лемерсье (в центре) на премьере фильма «Маленький Николя».

- 2011 — Славный городок / Beur sur la ville — диктор стадиона
- 2012 — Прощай, Берта, или Похороны бабушки / Adieu Berthe — Аликс
- 2012 — Любовь живёт три года / L’amour dure trois ans — Франческа Вернеси, редактор
- 2012 — Астерикс и Обеликс в Британии / Astérix et Obélix: Au service de Sa Majesté — Мисс Макинтош
- 2012 — Твоя рука в моей руке / Main dans la main — Элен
- 2013 — 100 % кашемир / 100 % cachemire — Александра
- 2014 — Каникулы маленького Николя / Les Vacances du petit Nicolas — мама Николя
- 2017 — Мари-Франсин / Marie-Francine — Мари-Франсин Дуплет / Мари-Ноэль
- 2018 — Нёйи, её мать 2! / Neuilly sa mère, sa mère! — Бриджит, мать Карла
- 2020 — Крутышка / Forte — Сисси
- 2020 — Голос любви | The Power of Love — Алин Дьё
- 2022 — Неувольняемый / irreductible — Директор
- 2023 — Великая ирония  /Coup de Chance — Камиль Моро

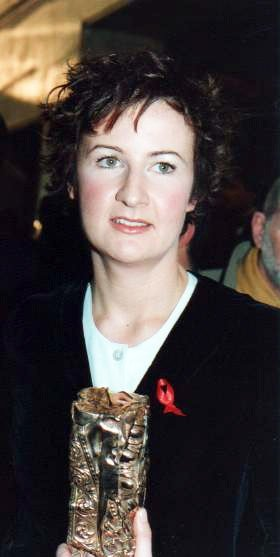
Валери Лемерсье, 1994 год

- 2023 — Ноев ковчег  /L'arche de Noé — Ноэль

### Режиссёр
- 1997 — Кадриль / Quadrille
- 1999 — Задница / Le Derrière
- 2005 — Королевский дворец! / Palais Royal !
- 2013 — 100 % кашемир / 100 % cachemire
- 2017 — Мари-Франсин / Marie-Francine
- 2020 — Голос любви / The Power of Love

### Сценарист
- 1999 — Задница / Le Derrière
- 2005 — Королевский дворец! / Palais Royal !
- 2013 — 100 % кашемир / 100 % cachemire
- 2017 — Мари-Франсин / Marie-Francine
- 2020 — Голос любви / The Power of Love

## Награды
- Премия «Сезар» за лучшую женскую роль второго плана: 1994 («Пришельцы»), 2007 («Места в партере»)
- Премия Мольера за лучший моноспектакль: 1991, 1996, 2001
- Премия французской прессы в области культуры и искусства Les Globes de cristal (2009)
- Премия «Сезар» за лучшую женскую роль: 2021 («Голос любви»)[2]

### Номинации
- Премия «Сезар» за лучшую женскую роль второго плана: 1992 ("Операция «Тушёнка»)
- Премия «Сезар» за лучшую женскую роль: 2006 («Королевский дворец!»)
- Премия Мольера за лучшую женскую роль: 2014
- Премия «Сезар» за лучшую режиссуру: 2021 («Голос любви»)[2]

## Личная жизнь
Валери Лемерсье была в течение нескольких лет спутницей французского музыканта и актёра Бертрана Бургала. Они расстались в 1997 году, но остались друзьями.
Она была в гражданском браке в течение семи лет с адвокатом Эрве Темиме.
Валери Лемерсье состоит в отношениях с художником и дизайнером Матиасом Киссом. Они официально оформили свои отношения в 2015 году.